# Krčenje gozdov
Krčenje gozdov ali deforestacija je odstranitev gozda, za namene pridobivanja novih kmetijskih površin  ali gradnjo stanovanjskih in prometnih površin.
Pri izrazu krčenje gozdov pogosto napačno uporabljajo opis dejavnosti, pri katerih se odstranijo vsa drevesa. Odstranitev vseh dreves na območjih z zmernim podnebjem se prenaša z gozdarsko prakso, ki je opisana kot letni posek oziroma letni prihodek. V zmernih podnebjih do naravne obnove gozdnih sestojev ne bo prišlo, ker je pomanjkanje fizičnih ali antropogenih motenj. Poleg tega tudi biotska raznolikost pri spravilu letnega poseka posnema, da se odkrijejo naravne motnje.
Krčenje gozdov se pojavi iz več razlogov: drevesa ali izvor dreves se uporablja kot oglje, ali se prodajajo za gorivo ali kot les, medtem, ko se zemlja uporablja kot pašnik za živino, za nasade koristnih proizvodov in za izgradnjo naselij. Odstranitev dreves brez zadostnih pogozdovanj povzroči škodo na naravnem okolju rastline, izgubo biotske raznolikosti in suše. Ima škodljive vplive na biotsko osamljenost atmosferskega ogljikovega dioksida. V izkrčenih območjih po navadi nakopljejo značilno škodljivo erozijo tal in pogosto razgradijo neobdelana tla.
Neupoštevanje ali nepoznavanje notranje vrednosti, pomanjkanje pripisa vrednosti, površno gozdno vodstvo in pomanjkljiva okoljska zakonodaja, so nekateri od dejavnikov, ki omogočajo krčenje gozdov, da se pojavljajo v velikem obsegu. V mnogih državah je krčenje gozdov aktualna tema, ki povzroča izumrtje, spremembe podnebnih razmer, dezertifikacijo in izpodrivanje domorodnega prebivalstva.
Neto stopnja krčenja gozdov preneha naraščati v državah z najmanj US$4.600 BDP na prebivalca.

## Vzroki
Obstaja veliko razlogov za sodobno krčenje gozdov, vključno s podkupovanjem vladnih institucij, z nepravično porazdelitvijo bogastva in moči, rastjo prebivalstva  in prenaseljenostjo ter urbanizacijo. Globalizacijo pogosto obravnavajo kot drugi glavni vzrok za krčenje gozdov čeprav obstajajo primeri, v katerih so vplivi globalizacije (nov pretok delovne sile, kapitala, blaga in idej) začeli spodbujati obnovo in predelavo gozdov.
Organizacija združenih narodov za prehrano in kmetijstvo (FAO) je leta 2000 ugotovila, "da lahko vloga dinamike populacije v lokalnem okolju prinese spremembo, tako odločilno ali brezomembno" in da je krčenje gozdov lahko posledica "kombinacije" pritiska prebivalstva in stagnacije gospodarske, socialne in tehnološke panoge.
V skladu z Okvirno konvencijo Združenih narodov o spremembi podnebja (UNFCCC), je sekretariat neustavljiv takojšen povzročitelj krčenja gozdov v kmetijstvu. Kmetijstvo kot sredstvo za življenje je odgovorno za 48% krčenja gozdov, trgovinsko kmetijstvo je odgovorno za 32% krčenja gozdov, sečnja je odgovorna za 14% krčenja gozdov in les za gorivo predstavlja odstranitev 5% gozdov.
Degradacijo gozdnih ekosistemov je bilo mogoče razumeti kot gospodarsko spodbuda, da je gozdna pretvorba v kmetijska zemljišča, bolj donosna kot ohranjanje gozdov. Veliko pomembnih gozdnih funkcij nima trga in zato nima ekonomske vrednosti, ki je jasna za lastnike gozdov ali skupnosti, ki se nanašajo na gozdove in za njihovo dobro počutje. Z vidika razvoju sveta je korist gozdov v pretvorbi ogljika v kisik ali rezervat za biotsko raznovrstnost prioriteta bogatejših razvitih držav in ni nadomestila za te gozdne "usluge". Države v razvoju menijo, da so nekatere države v razvitem svetu kot, je United States of America, pred stoletji hotele zmanjšati njihove gozdove, prejeti velik del krčenja gozdov in hinavsko zanikati državam v razvoju enake možnosti: slabo prenašanje cen za obnavljanje, medtem ko bogate države ustvarjajo probleme.
Strokovnjaki se ne strinjajo o tem, ali industrijske sečnje pomembno prispevajo h globalnem krčenju gozdov. Nekateri trdijo, da so revni ljudje verjetno izkrčili gozd, ker nimajo druge možnosti, drugi da je pomanjkanje sposobnosti plačila za materiale in delovno silo potrebno za čiščenje gozda. Neka študija je ugotovila, da se prebivalstvo povečuje zaradi visokih stopenj rodnosti in da je primarno gonilo krčenja tropskih gozdov samo v 8% primerov.
Nekateri znanstveniki so ugotovili gibalni premik krčenja gozdov v zadnjih 30.letih. Medtem ko je krčenje gozdov prvotno vodilo za obstanek dejavnosti, ki jih sponzorira vlada razvojnih projektov, kot transmigracija v državah kot sta Indonezija in kolonizacija v Latinski Ameriki, Indiji, Java itd. konec 19.stoletja in prejšnji polovici 20.stoletja. Do leta 1990 je bila večina krčenja gozdov povzročenih z industrijskimi dejavniki vključno z ekstraktivno industrijo, obsežno živinorejo in ekstenzivnim kmetijstvom.

## Okoljski problemi

### Atmosferski problemi
Krčenje gozdov je v teku in s tem oblikovanje podnebja in geomorfologije.
Krčenje gozdov prispeva h globalnemu segrevanju in se pogosto navaja kot eden od glavnih vzrokov za večji učinek tople grede. Krčenje tropskih gozdov je odgovorno za približno 20% svetovnih emisij toplogrednih plinov. Po podatkih Medvladnega foruma o podnebnih spremembah krčenja gozdov, zlasti v tropskih območjih lahko le ti predstavljajo do ene tretjine skupne antropogene emisije ogljikovega dioksida. Toda nedavni izračuni kažejo, da emisije ogljikovega dioksida zaradi krčenja in degradacije gozdov (izključitev emisij šotišč) prispeva približno 12% skupne antropogene emisije ogljikovega dioksida v razponu od 6 do 17%. Drevesa in druge rastline odstranjujejo ogljik (v obliki ogljikovega dioksida) iz ozračja v procesu fotosinteze, kisik pa sprostijo nazaj v ozračje med normalno dihanje. Šele, ko drevo aktivno raste leto ali več, lahko odstranjuje ogljik. Tako upadanje in kurjenje lesa razbemeni velike zaloge shranjenega ogljika nazaj v ozračje. Za ureditev gozda je treba vzeti ogljik, les je treba posekati, pridelati dolgoživ proizvod na koncu pa je drevesa potrebno ponovno zasaditi. Krčenje gozdov lahko povzroči zalogo ogljika v zemlji oziroma v tleh za sprostitev. Gozdovi so zaloge ogljika in se bodisi potijo ali so zanesljiv vir na osnovi okoljskega stanja. Dozorel gozd menjava med neto upadanjem in neto virom ogljikovega dioksida (glej upadanje ogljikovega dioksida in ogljikovega cikla).
Zmanjšanje emisij zaradi krčenja tropskih gozdov in degradacije gozdov (REDD) v državah v razvoju se ja pojavila nova možnost, dopolnilo podnebne politike. Ideja vključuje zagotavljanje finančnih nadomestil za zmanjšanje emisij toplogrednih plinov (TGP) zaradi krčenja in degradacije gozda.
Deževni gozdovi, po prepričanju laikov, prispevajo k znatnemu deležu kisika v ozračju, čeprav sedaj znanstveniki dokazujejo, da deževni gozdovi prispevajo malo kisika v ozračje in da krčenje gozdov ne bo imelo učinka na raven kisika v ozračju. Vendar sežiganje in kurjenje gozdnih rastlin, da bi pridobili zemljo za obdelovanje, osvobodi velike količine CO2, kar prispeva h globalnemu segrevanju.
Gozdovi so prav tako zmožni izvleči ogljikov dioksid in ostale onesnaževalce iz zraka, kar bi prispevalo k stabilnosti biosfere.

### Hidrološki problemi
Krčenje gozdov vpliva tudi na vodni krog, drevesa s pomočjo svojih korenin črpajo podtalnico iz zemlje in jo spuščajo v ozračje. Kadar je del gozda odstranjen, voda ne more izhlapevati, posledica je bolj suha klima, zmanjšanje količin vode v tleh in podtalnici, kot tudi vlage v ozračju. Krčenje gozdov zmanjšuje povezanost (kompaktnost) tal, kar povzroči nastanek erozije, poplav in zemeljskih plazov. Gozdovi povečajo napajanje vodotokov in so pomemben  vir izčrpavanja vodotokov v nekaterih regijah.
Krčenje gozdov zmanjšuje pokrajinsko zmogljivost za prestrezanje, zadrževanje in pojav padavin. Namesto zajetja padavin, ki pronicajo v podtalni sistem, izkrčena območja postanejo vir odtoka površinskih voda, katere se gibljejo hitreje kot podtalni tokovi. Manjša pokritost gozdov pa vpliva na hitrejši pretok površinske vode, ki lahko preraste v hudourniške vode in bolj lokalizirane poplave. Krčenje gozdov prispeva k zmanjšanju izhlapevanja, ki zmanjšuje vlago v ozračju, v nekaterih primerih vpliva na nivo padavin v smeri vetra iz pokrčenih območij, voda se ne obnavlja v smeri vetra v gozdovih, vendar se izgubi v odtokih in se vrne neposredno v oceane. Glede na raziskavo na izkrčenih območjih severa in severozahoda Kitajske, se je povprečna letna količina padavin znižala za 1/3 med letoma 1959 in 1980.
Drevesa in rastline imajo zelo pomemben vpliv na vodni krog:
- Drevesne krošnje prestrezajo količino padavin, katere nato izhlapijo nazaj v ozračje
- odpadlo listje z drevja in rastlin upočasni površinski odtok
- njihove korenine ustvarijo poroznost - večje kanale - v zemlji, katere povečajo filtracijo vode
- s transpiracijo prispevajo h kopenskemu izhlapevanju in zmanjšanju vlažnosti prsti
- odpadlo listje in drugi organski odpadki spreminjajo sestavo prsti, kar vpliva na sposobnost prsti za shranjevanje vode
- njihovo listje s transpiracijo nadzoruje vlago v ozračju. 99% vode katero drevo vsrka skozi korenine izhlapi skozi listje.[43]

Prisotnost ali odsotnost dreves lahko spremeni količino vode na površju, v prsti, v podtalnici ali v ozračju. To pa spremeni erozijo, količine in razpoložljivost vode za nekatere funkcije ekosistemov in človeške potrebe.
Gozdovi imajo lahko majhen vpliv na poplave, v primeru večjih padavin, ki presegajo skladiščne zmogljivosti gozdnih tal, če so tla nasičena ali blizu nasičenosti z vodo.
Tropski deževni gozdovi proizvedejo približno 30% svetovnih količin sveže vode.

### Prst
Neokrnjeni gozdovi imajo zelo nizko stopnjo izgube prsti, približno 2 toni na kvadratni kilometer. Krčenje gozdov vpliva na povečanje količine odtoka vode in zmanjšanje zaščite prsti z drevesnimi "smetmi" (odpadno listje, veje,...), kar na splošno poveča stopnjo erozije tal. To je lahko prednost pri pretirano razmočenih tleh deževnega gozda. Erozija tal se poveča tudi zaradi gozdarskih dejavnosti, razvoja cest in uporabe mehanskih naprav.
Kitajski Loess Plateau je bila gozdno očiščena že pred tisoč leti. Od takrat zaradi erodiranja ustvarja globoke doline in zagotavlja usedline, te dajejo Rumeni reki njeno rumeno barvo, zaradi katerih reka v spodnjem toku poplavlja (od tod vzdevek reke "Žalost Kitajske").
Odstranjevanje dreves ne pomeni zmeraj povečano stopnjo erozije. V nekaterih regija]h na jugozahodu ZDA je grmičevje in drevje preraslo travnate površine. Sama drevesa zaradi krošenj povečajo izgubo trave. Gola področja med drevesnimi krošnjami so postala zelo erodirana. Ameriški Zavod za gozdove, v Bandelier National Monument, na primer, preučuje kako obnoviti nekdanji ekosistem in zmanjšati erozijo z odstranjevanjem dreves.
Drevesne korenine vežejo prst in če je prst dovolj plitva delujejo tako, da zadržujejo prst in jo povezujejo s kamninami pod njo. Odstranjevanje dreves na strmih pobočjih s plitvo prstjo povečuje nevarnost zemeljskih plazov, ki lahko ogrožajo v bližini živeče ljudi.Vendar pa krčenje gozdov večinoma vpliva samo na debla dreves, korenine ostanejo v zemlji, tako da lahko preprečujejo zemeljske plazove.

### Ekološki problemi
Krčenje gozdov povzroča upadanje rastlinske raznolikosti. kot tudi odstranitev ali uničenje gozdnih površin. Gozdovi pa podpirajo ohranitev rastlinske raznolikosti, ki zagotavlja življenjski prostor za divje živali,  poleg tega spodbujajo rast zdravilnih rastlin.  Gozdni biotopi so nenadomestljiv vir za pridobivanje novih naravnih zdravil (na primer taxol), saj krčenje gozdov lahko dokončno uniči genetske značilnost (npr. odpornost rastline), do te mere, da jih ni mogoče obnoviti.
V tropskem deževnem gozdu najdemo približno 80% znanih svetovnih rastlinskih vrst, kar tropski deževni gozd uvršča med najbolj raznolik ekosistem na Zemlji. Odstranitev ali uničenje pomembnih površin gozda se odraža v načetem okolju z zmanjšanjem rastlinske raznolikosti.
Ocenjeno je bilo, da zaradi krčenja deževnega gozda dnevno izgubljamo 137 vrst rastlin, živali in insektov, kar pomeni 50.000 vrst na leto. Drugi navajajo, da krčenje tropskega deževnega gozda pripomore k množičnemu izumrtju holocena. Stopnje izumrtja zaradi stopnje krčenja gozdov so zelo nizke, povprečno ena vrsta sesalcev in ptic na leto. Kar se ocenjuje povprečno 23.000 vrst na leto. Predvidevanja so bila, da bi lahko več kot 40% živalskih in rastlinskih vrst v jugozahodni Aziji izumrlo v 21. stoletju.  Takšna predvidevanja so bila postavljena pod vprašaj. Leta 1995 pridobljeni podatki kažejo, da je večina prvotnih gozdov znotraj regij jugovzhodne Azije preurejenih v monokulturne nasade, da pa je potencialno ogroženih vrst kar nekaj. Drevesna flora pa je še vedno zelo razširjena in stabilna.
Znanstveno razumevanje procesa izumrtja ni dovolj natančno, da napove učinke krčenja gozdov na rastlinsko raznolikost. Večina napovedi za gozdarstvo povezuje izgubo rastlinske raznolikosti, katera temelji na modelih posameznih območij, pri osnovni predpostavki, če se gozd krči se istočasno zmanjša število vrst. Vendar pa se je veliko takšnih modelov izkazalo za napačne in izguba habitata ne vodi nujno do večje izgube vrst.

## Gospodarski učinki
Na konvenciji o biološki raznolikosti, ki je potekala v Bonu, so predstavili poročilo, v katerem so prišli do zaključka, da bi lahko škoda, nastala na gozdovih in ostalih področjih narave, prepolovila življenjski standard revnega prebivalstva in zmanjšala svetovni bruto proizvod za okoli 7% do leta 2050. V primerjavi z izkoriščanjem vodnih virov in obdelovalne zemlje, je izkoriščanje gozdov in njegovih danosti skozi zgodovino, vključno z lesom, ki ga uporabljamo za gradnjo ali kurjavo, igralo ključno vlogo v človeški družbi. Današnje moderne družbe nadaljujejo z izkoriščanjem gozdov za pridelavo lesa za gradnjo hiš in pridobivanje papirja. V državah v razvoju je skoraj tri milijone ljudi odvisnih od lesa za potrebe ogrevanja in kuhe.
Lesno pridelovalna industrija predstavlja velik delež v gospodarstvu tako v razvitih kot tudi v državah v razvoju. Kratkoročen porast gospodarstva, ki nastane zaradi pretvorbe gozdnih območij v kmetijsko predelovalne površine ali prevelika izraba gozda za pridobivanje lesenih proizvodov navadno vodita v izgubo dolgoročnega pridelka ali dolgoročne rodovitnosti zemlje (zaradi tega pride do zmanjšanja možnosti izkoriščanja naravnih virov). Zahodna Afrika, Madagaskar, jugozahodna Azija in veliko ostalih področij, so izkusile nižje prihodke v gospodarstvu kot vzrok upada gozdnega poseka. Nezakonita sečnja povzroča milijardno škodo v nacionalnem gospodarstvu.
Novi načini pridobivanja velikih količin lesa prinašajo gospodarstvu več škode kot koristi in znesek vnosa za vpeljavo teh načinov je višji od količine denarja, ki ga ljudje zaposleni v gozdarski industriji porabijo.  Raziskave kažejo, da na večini raziskovanih področjih, različne naložbe, ki spodbujajo krčenje gozdov, za vsako tono izpuščenega ogljika le redno proizvedejo produkte v vrednosti $5, večinoma je ta vrednost nižja od $1. Na evropskem trgu je vrednost kompenzacije, vezane na eno tono izpuščenega ogljika, 23 EUR (cca $35).

## Teorija gozdnega prehoda
Spremembe v gozdnem gospodarstvu bodo verjetno sledile vzorcem, ki so bili izoblikovani znotraj teorije prehodnega obdobja, kjer se v prvotnih fazah določi stanje gozdne pokritosti države in oceni stopnjo krčenja gozdov na območju države. S krčenjem gozdnih površin (visoka stopnja gozdne pokritosti - visoka stopnja krčenja gozdnih površin) pride do zmanjšanja gozdne pokritosti države (nizka stopnja gozdne pokritosti - nizka stopnja krčenja gozdnih površin).
Z zaviranjem krčenja gozdov (nizka stopnja gozdne pokritosti - nizka stopnja krčenja gozdov) pridemo do stabilizacije gozdne pokritosti države in končno do obnavljanja gozdnih površin. Teorija prehodnega obdobja ni naravna pot obnavljanja gozdov, nanj vplivajo ljudje z načinom življenja na določenem področju (gostota prebivalstva, stopnja razvitosti, ekonomska kultura), vodilne svetovne ekonomske sile in politika vlade. Določena država lahko doseže zelo nizko stopnjo gozdne pokritosti preden pride do umiritve krčenja gozdov, lahko pa z dobro vladno politiko premosti prehodno obdobje.
Teorija prehodnega obdobja je zelo široko zastavljena in le prenos zgodovinskega stanja določenega področja lahko podcenjuje bodoče stanje izkoriščanja gozdnih virov za države v zgodnjih fazah prehodnega obdobja (z visoko stopnjo gozdne pokritosti in nizko stopnjo koriščenja gozdov). Medtem pa se lahko zgodi, da po drugi strani precenjujejo stanje izkoriščenja gozdov za države v kasnejših fazah (z nizko stopnjo gozdne pokritosti - visoko stopnjo koriščenja ali nizko stopnjo gozdne pokritosti - nizka stopnja koriščenja gozdov).
Za države z visoko stopnjo gozdne pokritosti je pričakovati, da bodo vključene v začetno stopnjo teorije prehodnega obdobja. Bruto družbeni proizvod (BDP) na prebivalca prikaže stanje gospodarske razvitosti države, ki je povezano z načinom izrabljanja naravnih virov. Uporaba parametrov, stopnja gozdne pokritosti in BDP na prebivalca nam pri teoriji prehodnega obdobja pomagata tudi za določitev:
- izbire poti ob pomankanju gozdnih virov, kjer pomanjkanje sproži povišanje cene lesnih izdelkov (ki pelje v stabilizacijo krčenja gozdov)
- izbire poti v gospodarstvu določene države, da ponudi nova delovna mesta na drugih bolje stoječih ali rastočih področjih gospodarstva (povišanje BDP na prebivalca), ki posledično pomeni zmanjšanje gozdnega gospodarstva in krčenje tega naravnega vira.[24]

## Zgodovinski vzroki

### Prazgodovina
Zgodovinski razlogi:
Dodatna informacija: časovna linija okoliških dogodkov. 
Prazgodovina:
Manjša lestvica o krčenju gozdov je bila praksa nekaterih družb deset tisoč let pred začetkom civilizacije. Prvi dokaz krčenja gozdov se pojavi v mezolitski dobi. Verjetno se je uporabil za preoblikovanje zaprtih gozdov v bolj odprte ekosisteme za ugodnejši lov na živali.  S pojavitvijo poljedelstva na večje  površine, se je začelo krčenje gozdov v katerem je ogenj postal osnovno orodje pri krčenju površinskega ozemlja. V Evropi nimamo zanesljivih dokazov o krčenju gozdov pred letom 7000 pr.Kr... Mezolitski pridelovalci hrane so uporabljali ogenj, da so naredili odprto ozemlje za jelene in divje prašiče. V Veliki Britaniji so odporne vrste kot so hrast in jesen, premestili v zapisnik opraševanja z leskami, robidnicami, travami in koprivami. Odstranitev gozdov je bil tisti razlog, ki je vodil v manjše izginotje, rezultat tega pa je bila ureditev višavske šotovine. Splošno razširjen je bil upad opraševanja bresta s cvetnim prahom preko Evrope med 8400-8300 pr.Kr. in 7200-7000 pr.Kr.,ki se je začelo v južni Evropi in se je postopoma širilo na sever proti Veliki Britaniji, kar lahko predpostavlja čiščenje ozemlja z ognjem ob nastopu neolitskega poljedelstva.
Neolitsko obdobje je bilo obdobje izžagavanja in prostranega krčenja gozdov namenjenega kmetijskemu ozemlju.  Kamene sekire so bile iznajdene pred približno 3000 pr.Kr. vendar ne le iz kremena ampak iz pestre raznolikosti trdnega kamenja tako v Veliki Britaniji kot tudi Severni Ameriki. Vključevale so znano Langdale industrijo sekir v English Lake okolišu, kamnolome razvite v Penmaenmawr na Severnem Wales-u in mnogo ostalih lokacij. Krajevno so bile grobo otesane v bližini kamnolomov, nekatere pa so bile lokalno zglajene, da so imele lepši izgled. Ta korak ni okrepil le mehanske sile sekir, ampak tudi lažje prediranje lesa. Kremen se je še vedno uporabljal za glavni vir, tak kot je bil iz Grim Graves-a pa tudi iz mnogih drugih rudnikov širom Evrope.
Dokaz o krčenju gozdov je bil najden na minojski Kreti; kot primer je predmestje dvorca Knosos, ki je bilo brezobzirno iztrebljeno v bronasti dobi.

### Zgodovina pred industrializacijo
Skozi večji del zgodovine, so bili ljudje lovci in nabiralci, ki so lovili znotraj gozdov. Na večini področij, kot je Amazon, tropi, centralna Amerika in Karibi, so oblasti šele po množičnem izkoriščanju gozdov omogočile, da se krčenje izvaja na način, da se lahko gozdne površine obnavljajo.
V stari Grčiji so Tjeered van Andel in soavtorji povzeli tri regionalne študije zgodovinskih erozijskih izsledkov in naplavin ter dognali, da kjerkoli obstajajo ustrezni dokazi, sledi večja faza erozije, blizu okoli 500-1000 let priprave kmetijstva v različnih regijah Grčije, raztezajočega se od zgodnjega neolitika do zgodnje bronaste dobe. Tisoče let, ki sledijo, prva polovica tisočletja pred Kristusom, je izgledalo zelo resnih, saj so bili pretrgani sunki zemeljske erozije na številnih mestih. Zgodovinsko muljenje pristanišč vzdolž južne obale Male Azije (npr. Clarus in na primer Efez, Priena in Milet), so pristanišča, ki so bila zanemarjena zaradi mulja odloženega z vijuganjem reke Meander, skozi zadnja stoletja pred Kristusom.
Vzhodna Islandija je v prejšnjih stoletjih pretrpela težko zemeljsko erozijo, oteženo s poljedelstvom in krčenjem gozdov.  Jared Diamond daje širok pogled na propad starodavnih Vzhodnih Islandcev, v svoji knjigi Collapse (Propad). Izginotje islandskih dreves izgleda, kot da se ujema z upadanjem njihove civilizacije okoli 17. in 18.stoletja. Propad krčenja in prekomernega izkoriščanja je pripisoval vsem pomožnim virom.

Tipični napredek se je pokazal takrat, ko je prekomerno muljenje pristanišča pri Bruges-u, preselilo pristaniški promet h Antwerpnu, kjer se je začelo obdobje povečanega razvoja kolonizacije (in pojavitev krčenja gozdov), v zgornjem zalivu reke. V zgodnjem srednjem veku, je Riez v zgornji Provenci, naplavljeni mulj iz dveh manjših rek, povečal rečno strugo in razširil prerijo reke, ki je počasi zakopala rimske naselbine z naplavinami in postopoma premaknila novogradnjo] na višjo raven; hkrati pa je bil pritok v zgornjem toku reke nad Riez-om dostopen za pašnike.

Od William B. Greeley-ja; Odnos geografije do oskrbovanja gozdov; Ekonomska geografija, 1925, zvezek 1, str. 1-11. Vir za »Današnji« zemljevid: kompilator George Draffan, zemljevid ozemlja brez cest, v Big Outside-u (v Večji zunanjosti): Popis inventure gozdne pustinje v Združenih državah Amerike, avtorja Dave Foreman in Howie Wolke (Harmonija knjig, 1992). Ti zemljevidi predstavljajo le nedolžno izgubo gozdov. Nekatera naknadna porast se je zgodila vendar ne po letih, velikosti ali obsegu leta 1620, povzročen s strani naraščanja prebivalstva in gojenja hrane. ]]
Tipična značilnost napredka je, da so se mesta pogosto gradila na gozdnih območjih in tako doprinesla les nekaterim industrijam (npr. gradnja, ladjedeljstvo, lončarstvo). Ko se je krčenje gozdov zgodilo brez primerne postavitve je postala lokalna dobava lesa težko pridobljiva poleg vse ostale konkurenčne in vodilne mestne vdanosti, ki se je večkrat pripetila v starodavni mali Aziji. Zaradi potrebe po gorivu, sta rudarstvo] in metalurgija pogosto vodila h krčenju gozdov in mestni vdanosti.
Večji del preostale populacije, aktivne predvsem na poljedelskem sektorju (ali posredno odvisne od tega) so glavno nalogo prepustili večinoma krčenju in čiščenju ozemelj in živinoreji. Popolnoma divje zelenje je bilo večinoma postavljeno na stranski tir (in delno uporabljeno za npr. drva, stavbni les ali sadjarstvo, ali pa paše svinj) in s podžiganjem sposobno za novo življenje. Zaščitne elite (plemstvo in duhovščina) so se s svojim lastnim zasledovanjem privilegirale in si prizadevale, da bi zaščitile značilne gozdnate pokrajine.
Večji deli razširjene populacije (in tako bolj trpežen razvoj) se je igral z monastičnim »vodstvom« (še posebno z benediktinci in trgovskim redom) in nekaterimi fevdalnimi gospodi, s privrženci kmetov (in tako postali davčni plačniki) pri ponujanju relativno dobro zakonitih in proračunskih pogojev. Celo kadar so teoretiki poskušali pospeševati mesta, so naseljenci v bližini potrebovali poljedelski pas ali pa pas znotraj obrambnih zidov. Ko se je populacija hitro zmanjšala, zaradi razlogov kot so črna kuga ali pogubne vojne (npr.Džingiskanove mongolske horde v vzhodni in centralni Evropi, trideset letna vojna v Nemčiji), je to lahko pripeljalo do tega, da so postale naselbine zapuščene. Ozemlje je ponovno naselila narava, vendar so bili sekundarni gozdovi po navadi v pomanjkanju prvotnega biološkega življenja.
Kot rezultat širjenja prebivalstva v letih od 1100-1500 po Kr., je gozdno opustošenje zajelo področje v zahodni Evropi. Evropejci so v 15. stoletju porabili veliko gozdnih virov za gradnjo ladij v namene za raziskovanje, kolonizacijo in trgovanje s sužnji. Piratstvo je prav tako prispevalo k uničenju gozdov, kot recimo v Španiji. To je primer oslabšanja ekonomskih poslov po Kolumbovem odkritju Amerike, ko je ekonomija postala odvisna od kolonialnega delovanja (plenjenje, rudarjenje, živinoreja, plantaže, trgovski posli, itd.).
V knjigi Changes in the Land (1983), je William Cronon anliziral in dokumentiral angleško kolonialno trgovanje v 17. stoletju, pospešene sezonske poplave v Novi Angliji v obdobju, ko so novi naseljenci začeli prvotno čistiti gozdove v namen poljedelstva. Verjeli so, da so poplave povezane s splošnim razširjenjem čiščenja gozda, ki se nanaša na zgornji tok reke.
Splošna uporaba oglja v industrijski lestvici v zgodnje-moderni Evropi, je bil nov tip propadanja zahodnih gozdov, sploh v Angliji Stuart, sorazmerno prvotni produkti oglja so se na lestvici izrazito razširili. Stuartova Anglija je bila tako prostrano iztrebljena, da je bilo to odvisno od prodaje na Baltiku, ki je trgovala z lesom, in je skrbela za nedotaknjene gozdove Nove Anglije, ki dobavlja te potrebe. Admiral Nelson je za izgradnjo vojnih ladij za potrebe Kraljeve mornarice, za bitko pri Trafalgar-ju (1805), zahtevali 6000 kakovostnih merskih hrastov. Za potrebe Francoske mornarice je Colbert v Franciji nasadil hrastove gozdove. Ko so hrastovi nasadi dozoreli, v sredini 19. stoletja, jambori niso bili več potrebni saj se je spremenila izgradnja ladij.
Povzetek Norman F.Cantor-jeva, glede posledic poznega srednjeveškega iztrebljanja gozdov v zgodnji moderni Evropi:
Evropejci so živeli v sredini prostranih gozdov skozi vsa obdobja zgodnjega srednjega stoletja. Po letu 1250 so postali tako izkušeni glede krčenja gozdov, vse do leta 1500, ko je pričelo primanjkovati lesa za gretje in kuhanje. Zaradi krčenja gozdov so se soočili z upadom divjadi in s tem posledično tudi s pomanjkanjem beljakovin (meso). Z letom 1500 je bila Evropa na robu propada z gorivom in v prehranjevalni krizi iz katere je bila v 16. stoletju rešena s kurjenjem mehkega oglja ter gojenjem paradižnika in koruze.

## Obdobje industrializacije
Pojavljanje parnikov v ZDA, v 19. stoletju, je bil vzrok za krčenje gozdov ob brežinah glavnih rek, kot je reka Mississippi s porastlimi in težkimi poplavami, ki so bile rezultat le te. Posadka parnikov je vsak dan sekala drevesa z rečnih bregov za gorivo parnih strojev. Med St. Luisom in stičiščem reke Ohio na jugu, postane Mississippi bolj širok in plitek in svoj rokav preusmeri v stranski del. Poskusi, da bi izboljšali navigacijo, pri uporabi vlečenja nesnage, je pogosto rezultanta posadke, ki čisti dolga drevesa (61m) vzdolž nasipov. Nekatera francoska kolonialna mesta v državi Illinois, kot je Kaskaskia, Cahokia in St. Phillipe, so se v poznem 19. stoletju soočila z izgubo kulturne evidence arheoloških odkritij, zaradi poplav reke Illinois.
Celotni obseg čiščenja gozdnatih pokrajin, da bi ustvarili poljedelsko področje, je razvidnen na mnogih delih sveta, kot je Centralni gozd - pašna področja in ostala ozemlja Great Plain-a (Velika ravnina) v ZDA. Značilne vzporednice so vidne v 20. stoletju, ki so se zgodile v iztrebljanju gozda pri mnogih razvijajočih se narodih.

### Stopnje
Globalno iztrebljanje gozdov se je silovito razširilo okoli leta 1952. Ocenjeno je bilo, da je približno polovica zemeljskega tropskega gozda-med 7,5 mio in 8 mio km2  (2,9 mio do 3 mio kvadratnih milj) od prvotnih 15-16 milijonov km2 (5,8-6,2 milijonov kvadratnih milj), ki je pokrivalo planet,  zdaj očiščenih. Nekateri znanstveniki so predpostavili, da bo do leta 2030 preživelo 10% vrst rastlin, ki so zavedene v svetovni splošni bazi, 10% v degradiranih pogojih, 80% bo izgubljenih in z njimi ostalih sto tisoč nenadomestljivih vrst.
Ocene se izredno spreminjajo glede na obseg krčenja tropskih gozdov. Znanstveniki ugotavljajo, da je bila ena petina od svetovnega tropskega deževnega gozda uničena v letih 1960−1990. Ugotavljajo, da je ta deževni gozd 50 let nazaj pokrival 14% zemeljskega površja, sedaj pa pokriva le 5-7%, in vsi tropski deževni gozdovi naj bi izginili v sredini 21.stoletja. 
Leta 2002 je analiza satelitske slike prikazala, da je razmerje iztrebljanja gozdov v vlažnih tropskih predelih (približno 5,8 milijonov hektarov na leto), kar je približno 23% nižje od splošno navedenega odstotka. Nasprotno pa nove analize satelitskih slik prikazujejo, da je iztrebljanje gozdov v amazonskem deževnem gozdu dvakrat hitrejše kot so znanstveniki predhodno ocenili.

#### Območja
Nekateri so se prerekali, da zna potek iztrebljanja še slediti po Kuznet-ovi krivulji, ki, če bi bila resnična, vendar neuspešna, bi izločila tveganje nespremenljive izgube neekonomskih vrednot gozda (npr. iztrebljanje vrst).
Poročilo leta 2005 od ZDA Food and Agriculture Organization (FAO) (Organizacija za hrano in poljedelstvo) je ocenilo, da čeprav se iztrebljanje gozdnih področij nadaljuje, s 13 hektari letno, je globalni odstotek iztrebljanja v zadnjih časih dokaj majhen. Spet ostali pa ugotavljajo, da bodo s takim tempom deževni gozdovi hitreje iztrebljeni. Londonska baza ustanove Rainforest (Deževni gozd) je zapisala, da diagram ZDA utemelji na definiciji, da bo gozd postal ozemlje z le 10% drevesnimi vrstami, ki bodo potemtakem dejansko stepe – kot ekosistemi in manj poškodovani gozdovi." Ostali kritiki FAO organizacije poudarjajo, da ne razlikujejo med tipi gozdov, ki v veliki meri temeljijo na poročanju gospodarskega področja posameznih držav, ki niso upoštevale neuradnih dejavnosti kot je ilegalna sečnja.

Klub tem negotovostim pa somišljeniki menijo, da ostaja iztrebljanje deževnih gozdov pomemben okoljevarstveni problem. Od leta 1900 je izginilo 90% deževnega gozda ob obali Zahodne Afrike. V Južni Aziji pa je okoli 88% deževnega gozda izgubljenega. Večji del, ki je ostal od svetovnega formata deževnega gozda je v amazonskem zalivu, kjer amazonski deževni gozd obsega približno 4 milijone kvadratnih kilometrov. Regija, kjer je bil največji odstotek iztrebljanja v letih 2000−2005 je Centralna Amerika - ki je izgubila 1,3% svojega gozda na leto – prav tako tudi Azija. V Centralni Ameriki se je dve tretjini nižavja tropskega gozda spremenilo v pašnike od leta 1950 in 40% od vsega tropskega gozda je bilo izgubljenega v zadnjih 40. letih. Brazilija je izgubila 90-95% svojega Mata Atlantskega gozda. Madagaskar je izgubil 90% svojega vzhodnega deževnega gozda. Z letom 2007 je Haitiju ostalo manj kot 1% gozdov. Mehika, Indija, Filipini, Indonezija, Tajska, Myanmar, Malezija, Bangladeš, Ljudska republika Kitajska, Šrilanka, Laos, Nigerija, Demokratična republika Kongo, Liberija, Gvineja, Gana in Cote d'Ivore so izgubili ogromna ozemlja svojega deževnega gozda. Nekatere države, kot je na primer Brazilija, so izrazile svoje potrebe po krčenju gozdov kot nujno zlo. Svetovna organizacija Wildlife je v svojih projektih o regijah kategorizirala tipe bivališč rastlin ali živali iz širnega sveta, vključno z izgubo življenjskega prostora zaradi krčenja gozdov, na primer z gozdovi bogati predeli v Kanadi so zaradi krčenja gozdov celo izginili ali pa so bili spremenjeni.

## Nadzor

### Zmanjšanje emisij
Večje mednarodne organizacije, vključno z Združenimi narodi in Svetovno banko, so začeli razvijati programe, katerih cilj je omejevanje krčenja gozdov. Izraz zmanjševanja emisij zaradi krčenja in degredacije gozdov REDD (Reducing Emissions from Deforestation and Forest Degradation) opisuje te vrste programov, ki uporabljajo neposredno denarne ali druge spodbude s strani razvitih držav.
Financiranje je bilo veliko vprašanje, vendar so na konvenciji o klimatskih spremembah v Kopenhagnu decembra 2009, dosegli sklep o skladu s skupno zavezo za nove in dodatne vire, vključno z gozdarstvom in naložbami mednarodnih institucij. Namen je doseči 30 bilijonov USD za obdobje 2010-2012.
Veliko dela je v teku z uveljavljanjem smernic in pomočjo nerazvitim državam pri izpolnjevanju njihovih zastavljenih ciljev. Orodja, ki se nanašajo na daljinsko spremljanje gozdov z uporabo satelitskih posnetkov in drugih virov podatkov, vključujejo Center za globalni razvoj FORMA (Forest Monitoring for Action) v nadzor gozdov in v skupino za zemeljsko nadzorovanje. Tudi metodološke smernice so bile poudarjene na COP-15.
Okoljevarstvena organizacija Avoided Deforestation Partners vodi kampanjo za razvoj REED s finančnimi sredstvi vlade ZDA.

### Kmetijstvo
Nove metode so se razvile za bolj intenzivno kmetijstvo, za visoko donosne hibridne rastline, tople grede, avtonomne vrtove in za hidropone.
Te metode so pogosto odvisne od gnojil in dodatkov, da obdržijo potrebno vrednoto. V ciklični agrokulturi se govedo pase na kmetijskih površinah katere počivajo in se pomlajajo. Ciklična agrokultura povečuje plodnost zemlje. Intenzivno kmetijstvo lahko zmanjša število hranil v zemlji, če prehitro počrpamo potrebne minerale za rast rastline.
Najbolj obetajoč pristop je koncept hranilnih gozdov v permakulturi, ki se sestoji iz agrogozdovnih sistemov in je previdno oblikovan tako, da posnema naravne gozdove, s poudarkom na rastlinsko in živalsko vrsto po interesu za hrano, hladovino in druge uporabe.
Ti sistemi imajo nizko odvisnost od fosilnih goriv, gnojil in dodatkov, so zelo samovzdrževani, visoko produktivni, z močnim pozitivnim vplivom na zemljo, kvalitetno vodo in biotsko raznovrstnost.

### Gozdno gospodarstvo
Trud zaustavitev oz.upočasnitev krčenja gozdov je poskus že mnogih stoletij, ker je že dolgo znano, da lahko zmanjševanje gozdov povzroči dovolj veliko okoljsko škodo, v določenih primerih celo kolaps družbe.
V Tongi so vladarji razvili politiko, da preprečijo konflikte med kratkoročnimi dobički s spreminjanjem gozdov v kmetijske površine in dolgoročne probleme, ki bi jih povzročilo krčenje gozdov. Med 17. in 18. stoletjem v Tokugawi, Japonska so Shogani razvili visoko sofisticiran sistem z dolgoročnim planiranjem, s katerim so zaustavile in obrnile trend krčenja gozdov s pomočjo nadomeščanja lesa z drugimi izdelki in z bolj učinkovito uporabo zemlje, ki je bila kmetovana mnoga stoletja. V 16.stoletju so nemški prestavniki razvili gozdogojitveno kulturo, s katero so se spopadli proti krčenju gozdov. Vendar je ta politika omejena na okoljem z veliko padavinami, nič suhih obdobij in zelo mlada zemlja. Zato, če želimo, da je pogozditev ekonomična, pogozditve ne izvajamo na starejši in manj plodni zemlji, ker drevesa rastejo počasi, in na območjih močne suše, ker vedno obstaja nevarnost pred uničenjem z gozdnimi požari, še predno drevo doraste.
Če v območjih kjer je v praksi "posekaj in zakuri" zamenjamo z "posekaj in zmelji", bi preprečili krčenje gozdov in degradacijo tal. Narejeni bio zmletek vrnjen nazaj v zemljo ni le trajna metoda sekvestracije ogljika, ampak je tudi ekstremno ugoden za spreminjanje zemlje. Če ga zmešamo z biomaso pride do ustvaritve ene najbolj radovitnih zemelj na planetu in edine poznane, ki se lahko sama regenerira.

### Trajnostna praksa
Certificiranje, ki je določeno v globalnih sistemih certificiranja, kot PEFC - Programme for the Endorsement of Forest Certification in FSC - Forest Stewardship Council, prispeva k zmanjševanju krčenja gozdov, ki ga ustvarja povpraševanje na trgu za les iz trajnostno upravljanih gozdov. Po podatkih Združenih narodov za prehrano in kmetijstvo (FAO), je glavni pogoj za sprejem trajnostnega gospodarjenja z gozdovi povpraševanje po izdelkih, ki so proizvedeni trajnostno in je pripravljenost potrošnikov za plačilo le teh povzročila višje stroške. Certificiranje predstavlja premik z regulativnim pristopom tržne spodbude za spdobujanje trajnostnega gospodarjenja z gozdovi.
S spodbujanjem pozitivnih lastnosti gozdnih proizvodov iz trajnostno upravljanih gozdov, se certificiranje osredotoča na stran povpraševanja za ohranjanje okolja."

### Pogozdovanje
V mnogih delih sveta, zlasti v vzhodnoazijskih državah, obnovo gozdov in pogozditev povečujejo na področju gozdnih površin. Procent gozdov se je povečal v 22-ih od 50-ih najbolj gozdnatih držav. Azija kot celota, je pridobila 1.000.000 hektarjev gozdov med letoma 2000 in 2005.
Tropski gozd v El Salvadorju se je med letoma 1992 in 2001 razširil za več kot 20%. Na podlagi teh trendov se izvaja projekt, ki naj bi do leta 2050 svetovne gozdove povečal za 10%-območje velikosti Indije.
V Republiki Kitajski, kjer je prišlo do velikega uničenja gozdov, je vlada v preteklosti zahtevala, da vsak zmožnostni državljan star med 11 in 60 let, posadi 3 do 5 dreves na leto ali pa nadoknadi enakovredno količino dela pri drugih gozdnih opravilih. Vlada trdi, da je bilo na Kitajskem, od leta 1982, posajenih vsaj en bilijon dreves. Danes te zahteve na Kitajskem ni več, vendar pa je 12. marca dan za posaditev dreves. Prav tako so predstavili projekt Green Wall of China, pri katerem gre za namen ustavitve širjenja puščave Gobi- to naj bi storili s posaditvijo dreves. Zaradi velikega deleža odmrlih dreves po vsaditvi (75%), projekt ni preveč uspešen.
Od leta 1970 je na Kitajskem prišlo do povečanja (47-milijonov hektarjev) gozdnih površin. Strošek posajenih dreves znaša okoli 35 miljard evrov, gozdni nasadi na Kitajskem pa so povečali maso zemlje za 4.55%. Pred dvema desetletjema je na Kitajskem pokritost gozda znašala 12%, danes pa 16,55%.
V zahodnih državah se veča povpraševanje potrošnikov po lesenih proizvodih, kateri so bili pridelani in obrani na trajnosten način. To je sporočilo gozdnim posestnikom in gozdni industriji, da morajo biti vse bolj odgovorni za gospodarjenje z gozdovi in s prakso pridobivanja lesa.
Rain Arbor Day Foundation's Forest Rescue program je dobrodelna ustanova, ki pomaga pri preprečevanju krčenja gozdov. V dobrodelne namene je darovala denar za odkup zemljišč in ohranitev deževnega gozda. Tako jih je zaščitila pred lesnimi podjetji. Arbor Day Foundation tako ščiti zemljo pred krčenjem gozdov. S tem zaščiti tudi primitivno pleme, ki živi na teh gozdnih zemljiščih.
Organizacije kot so Community Forestry International, Cool Earth, The Nature Conservancy, World Wide Fund for Nature,Conservation International, African Conservation in Greenpeace so prav tako osredotočene na ohranjanje gozdnih habitatov. 
Zlasti Greenpeace je začrtal gozdove, ki so še vedno nedotaknjeni in le-te objavil na internetu. HowStuffWorks (komercialo-zabavna storitev na spletni strani, ki jo je ustanovil Marshall Drain) so naredili enostavnejše tematske zemljevide,  ki prikazujejo razmerje gozdov pred 8 tisoč leti in sedanjo znižano vrednostjo gozdov. Te karte označujejo vsoto, ki je potrebna za popravilo škode, katero naravi povzročujemo mi-ljudje.

### Gozdni nasadi
Da bi zadovoljili svetovno povpraševane po lesu, sta gozdoslovca Botkins in Sedjo predlagala gozdne plantaže z visoko donosnostjo. Izračunali so, da bi lahko z nasadi, ki bi obrodili 10 kubičnih metrov lesa na hektar zadostili potrebe mednarodne trgovine in s tem uporabljali le 5% vseh svetovnih gozdov. Za primer lahko podamo, da naravni gozdovi obrodijo pribljižno 1-2 kubična metra na hektar, zato bi potrebovali od 5 do 10-krat več gozdov, da bi zadostili zahtevam.
Gozdoslovec Chad Oliver je predlagal gozdni mozaik z visokim donosom gozdnih zemljišč, pomešanimi z ohranjajočimi se zemljišči.
Analiza kjer so uporabljeni podatki FAO (Organizacija za prehrano in kmetijstvo pri OZN, angleško Food and Agriculture Organization) ocenjuje, da bi projekti pogozdovanja in ponovnega pogozdovanja,lahko obrnilo globalni upad gozdov v 30. letih."
Zaradi podnebnih sprememb in spreminjajočih se vzorcev padavin bi lahko izkoristili drugačno pogozdovanje s sajenjem dreves. To bi storili s študijo o predvidenih povečanosti padavin in na teh lokacijah začeli s pogozdovanjem.
Področja kot so: Niger, Sierra Leone in Liberija so še posebej pomembni kandidati, ker trpijo pred zmanjševanjem biološke raznovrstnosti (katere središča so pomembne) in pred širitvijo puščave (Sahara).

## Vojaški kontekst
Zaradi zahteve za kmetijsko in mestno rabo gozda, se je le-ta začel močno krčiti. Za krčenje gozdov pa obstajajo tudi nekateri vojaški vzroki. 
Eden od primerov namernega krčenja gozda je potekal na območju ameriške okupacije v Nemčiji po drugi Svetovni vojni. Pred nastopom Hladne vojne se je poraženo Nemčijo še vedno obravnavalo kot bodočo potencialno grožnjo in ne kot bodočega zaveznika. Za odpravo te grožnje, so se začela prizadevanja za znižanje nemškega industrijskega potenciala in med to so se šteli tudi gozdovi. Ameriška vlada je priznala, da so imeli namen uničiti ves potencialen gozd, ki je pripadal Nemčiji.
Posledica prakse sekanja oz. krčenja gozdov bi povzročila veliko škodo in to bi lahko nadomestili le z dolgoletnim razvojem gozdarstva, ki bi lahko trajal stoletja."
Tudi vojna je lahko vzrok za krčenje gozdov, bodisi namerno, kot je bilo to v času Vietnamske vojne, z uporabo Agent Orange  (kodno ime za enega od herbicidov, ki jih je uporabljala ameriška vojska) kjer so skupaj z bombami in buldožerji uničili 44% gozdne pokritosti ali nenamerno kot v letu 1945, kjer je potekala Bitka za Okinawo, kjer so bombandiranje in druge bojne operacije zmanjšale bujnost tropske krajine.